# Hățăgel
Hățăgel – wieś w Rumunii, w okręgu Hunedoara, w gminie Densuș. W 2011 roku liczyła 220 mieszkańców.